# Aconitum wardii
Aconitum wardii är en ranunkelväxtart som beskrevs av Harold Roy Fletcher och Lauener. Aconitum wardii ingår i släktet stormhattar, och familjen ranunkelväxter. Utöver nominatformen finns också underarten A. w. trisectum.